# Goeppertia crocata
Goeppertia crocata (É.Morren & Joriss.) Borchs. & S.Suárez – gatunek rośliny z rodziny marantowatych, występujący w lasach deszczowych wschodniej Brazylii.

## Morfologia
LiściePodługowate, z wierzchu oliwkowozielone, od spodu purpurowe.
KwiatyPomarańczowe, osiowo ułożone ostre płatki tworzą korony, które utrzymują się przez kilka miesięcy.

## Nazewnictwo
Etymologia nazwy naukowejEpitet gatunkowy crocata pochodzi od słowa oznaczającego szafran i jest nawiązaniem do koloru kwiatów tego gatunku.
Synonimy taksonomiczne
- Calathea crocata É.Morren & Joriss. in Ann. Bot. Hort. 25: 141 (1875)
- Phyllodes crocata (E. Morren & Joriss.) Kuntze 1891

## Zastosowanie
Uprawiana w mieszkaniach jako roślina ozdobna. W Polsce spotyka się "ogrodniczą nazwę" kalatea żółtokwiatowa.

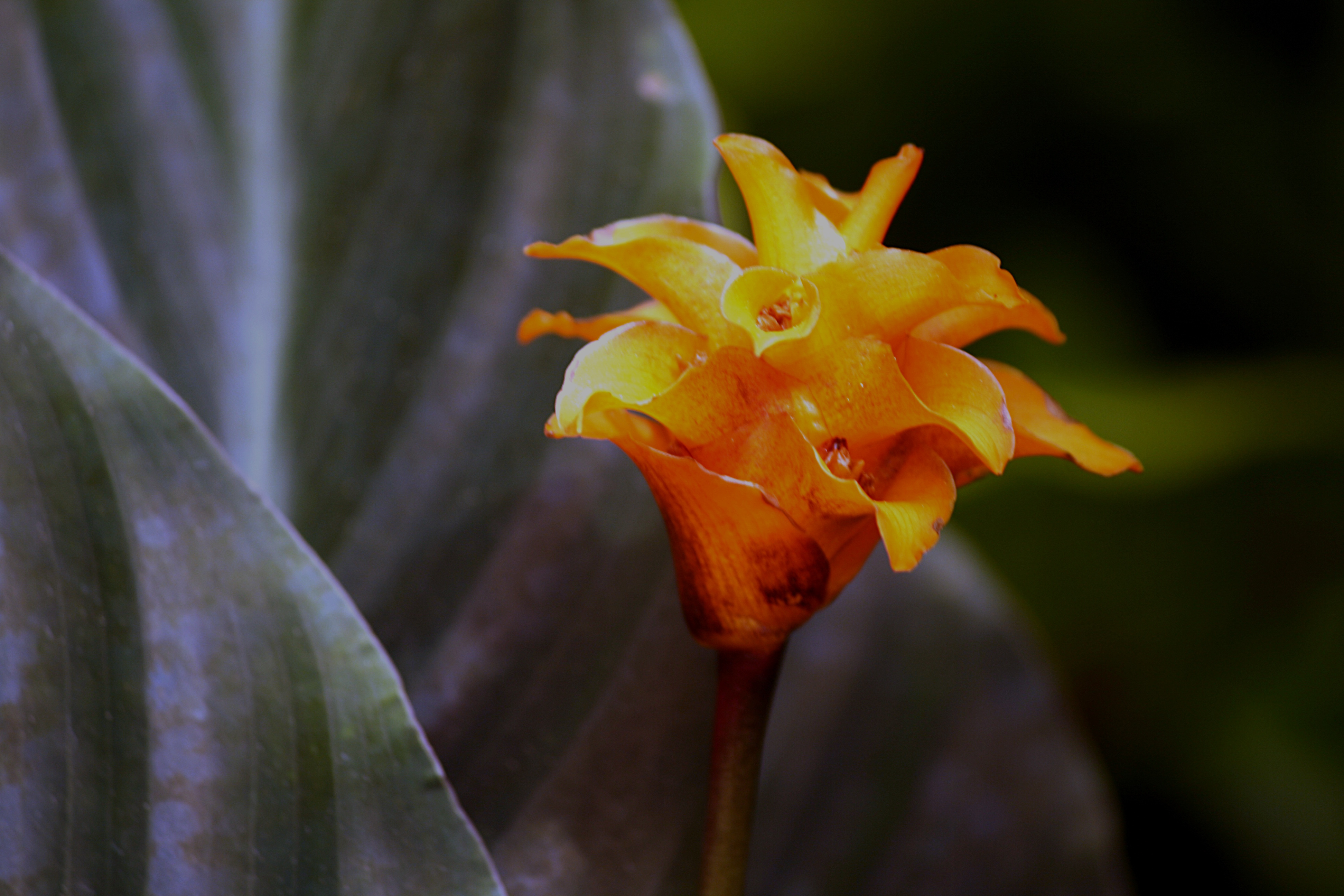
Kwiatostan
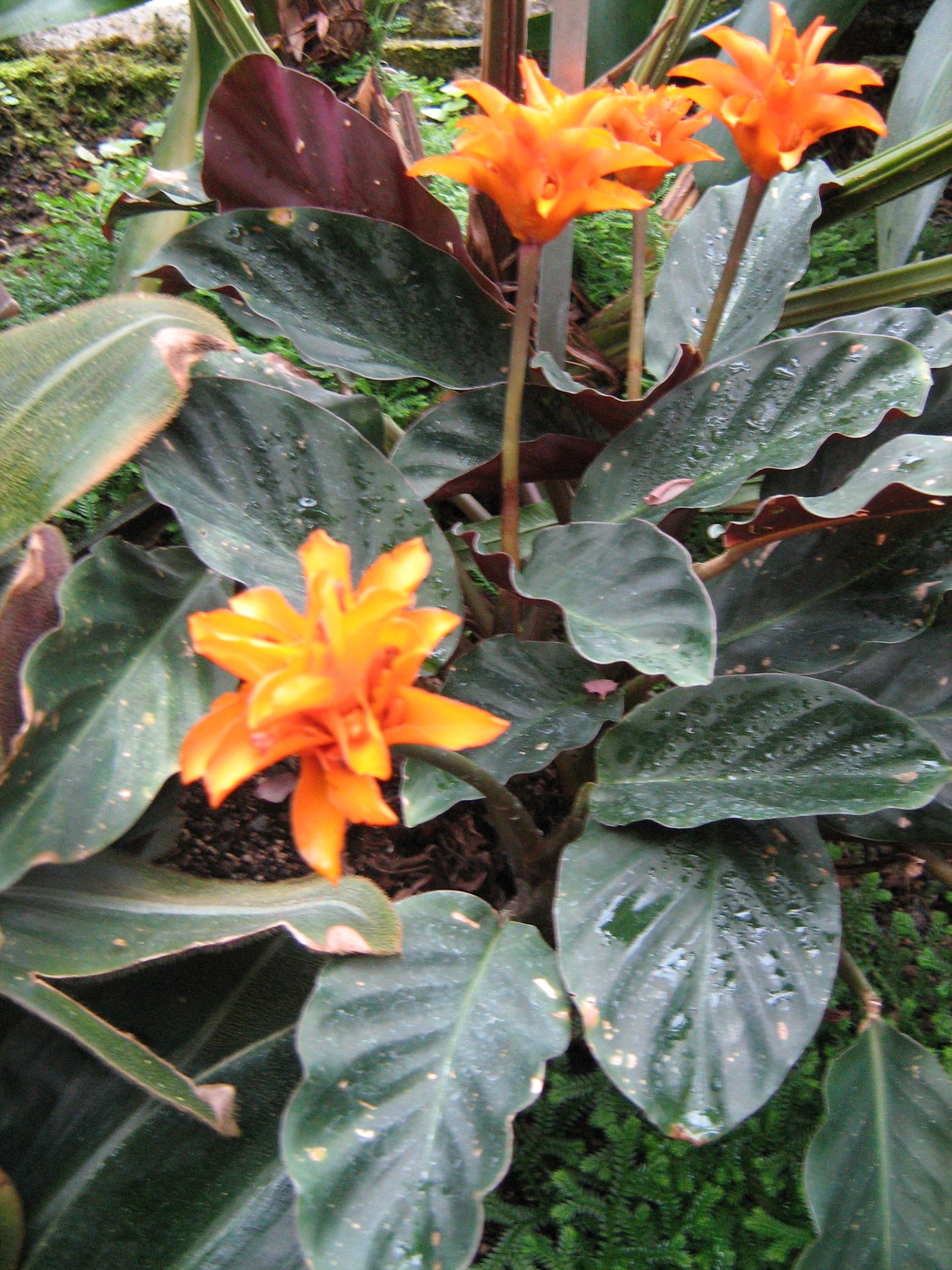
Kwiaty i liście